# Morpho fuscus
Morpho fuscus är en fjärilsart som beskrevs av Le Moult 1926. Morpho fuscus ingår i släktet Morpho och familjen praktfjärilar. Inga underarter finns listade i Catalogue of Life.